# Kaski District
Kaski District er et af Nepals 75 administrative og politiske regioner, betegnet distrikter (lokalt betegnet district, zilla, jilla el. जिल्ला). Kaski er et distrikt i bakkeområdet Middle Hills, som ligger i Gandaki Zone i Western Development Region.
Kaski areal er 2.017 km² og der boede ved folketællingen 2001 i alt 380.527 og i 2007 425.049 i distriktet. Distriktets politiske organ District Development Committee er sammensat gennem indirekte valg, med repræsentation fra hver af de 9-17 administrative enheder ilakaer, hvert distrikt er opdelt i. 
Kaski District er endvidere opdelt i 45 udviklingskommuner (lokalt navn: Gaun Bikas Samiti (G.B.S.) el. Village Development Committee (VDC)), hvoraf byer med over 10.000 indbyggere kategoriseres som købstæder (municipalities). 
Kaski District er udviklingsmæssigt – gennem anvendelse af FN og UNDP's Human Development Index – kategoriseret som nr. 3 ud af Nepals 75 distrikter.
- Kaski District

## Eksterne links
- Kort over Kaski District
- Kaski District sundhedsprofil – fra FN-Nepal (på engelsk)

28°20′N 84°00′Ø / 28.33°N 84°Ø